# New London, Missouri
New London är administrativ huvudort i Ralls County i Missouri. Orten grundades av lantmätaren William Jamison som planlade New London år 1819. Jamison avled i samband med 1833 års koleraepidemi.